# Mayly Sánchez
Mayly Sánchez   (Caracas, 26 de juny de 1972) és una física de partícules veneçolana que treballa per a la Universitat Estatal d'Iowa, als Estats Units d'Amèrica.
El 2012, després de ser postulada per la Fundació Nacional de Ciències dels Estats Units, va ser guardonada amb el Premi Presidencial de Carrera Primerenca per a Científics i Enginyers, el major honor donat per aquest país a científics que estan en les etapes més primerenques de les seves carreres com investigadors. El 2013 va ser nomenada per la BBC com una de les deu dones més importants de la ciència a l'Amèrica Llatina.

## Biografia
Mayly Sánchez va néixer a Caracas, Veneçuela. Als 13 anys es va mudar amb la seva família a la ciutat de Mèrida, Veneçuela. Va assistir al batxillerat al Col·legi Fàtima i va continuar els seus estudis universitaris a la Universitat dels Andes (ULA) en aquesta mateixa ciutat, llicenciant-se en física el 1995. Va guanyar una beca per realitzar una diplomatura al Centre Internacional per a la Física Teòrica a Trieste, Itàlia. Obté el seu diploma en física d'altes energies a l'any següent, i en aquest mateix any comença els seus estudis de postgrau a la Universitat de Tufts, prop de Boston, USA. Obté el títol de M.Sc. de física l'any 1998 i se li atorga el títol de Ph.D. en física l'any 2003.
A partir d'aquest any i fins al 2007, Sánchez es va exercir com a investigadora de postdoctorat a la Universitat Harvard fins a l'any 2007, quan és contractada com física assistent del Laboratori Nacional d'Argonne, dependència del Departament d'Energia dels EUA. El 2009 es va unir a la facultat de la Universitat Estadal d'Iowa com a professora ajudant i després, el 2013 com a professora associada, càrrec que encara manté junt amb el seu treball en conjunt amb el Laboratori Nacional d'Argonne. Les seves investigacions són part dels experiments Deep Underground Neutrino Experiment (xdlol) i NuMI Off-Axis ve Appearance (NOvA) el qual colidera. Així mateix, s'exerceix com a portaveu de l'experiment Accelerator Neutrino Neutron Interaction Experiment (ANNIE).
L'any 2012, la presidència dels Estats Units d'Amèrica va anunciar que Sánchez era una de les guanyadores del premi PECASE, màxim guardó atorgat pels Estats Units d'Amèrica a científics en el començament de les seves carreres. El 2013 va ser nomenada per la BBC com una de les deu dones científiques més influents d'Amèrica Llatina.

## Premis i Honors
- 2009, Premi a l'Assoliment Tècnic Excel·lent de la Corporació Nacional dels Premis als Assoliments dels Enginyers Hispans (HENAAC).
- 2011, Premi a la Carrera per la Fundació Nacional de Ciències.
- 2012, Premi per Assoliments Primerencs en Investigació per la Universitat d'Iowa.
- 2012, Premi Presidencial de Carrera Primerenca per a Científics i Enginyers (PECASE), atorgat per la Presidència dels Estats Units d'Amèrica.
- 2012, Reconeixement Oficial de l'Oficina del Governador de l'Estat d'Iowa.
- 2016, Premi al Professorat de la Fundació Família Cassling.

## Obra

### Algunes publicacions
- The Atmospheric Neutrino Flavor Ratio from a 3.9 Fiducial Kiloton-Year Exposure of Soudan 2, Soudan-2 Collaboration (amb W.W.M. Allison et al.) Phys. Lett. B449: 137-144, (1999).
- Observation of Atmospheric Neutrino Oscillations in Soudan 2, Soudan 2 Collaboration (amb M. Sanchez et al.) Phys. Rev. D 68, 113004 (2003).
- Observation of Muon Neutrino Disappearance with the MINOS Detectors and the NuMI Neutrino Beam, Minos Collaboration (amb D.G. Michael et. al.) Phys. Rev. Lett. 97, 191801 (2006).
- Search for Muon-neutrino to Electron-neutrino Transitions in MINOS, Minos Collaboration (amb P. Adamson et. al.) Phys. Rev. Lett. 103, 261802 (2009).
- Improved Search for Muon-neutrino to Electron-neutrino Oscillations in MINOS, Minos Collaboration amb P. Adamson et. al.), Phys. Rev. Lett. 107, 181802 (2011).
- Measurement of the Neutrino Mass Splitting and Flavor Mixing by MINOS, Minos Collaboration (amb P. Adamson et. al.), Phys. Rev. Lett. 106, 181801 (2011).
- Improved Measurement of Muon Antineutrino Disappearance in MINOS, Minos Collaboration (amb P. Adamson et. al.), Phys. Rev. Lett. 108, 191801 (2012).
- Electron Neutrino and Anti-Neutrino Appearance in the Full MINOS data sample, Minos Collaboration (amb P. Adamson et. al.), acceptat per a Phys. Rev. Lett (2013).